# جيري هولمز
جيري هولمز (بالإنجليزية: Jerry Holmes)‏ هو لاعب كرة قدم أمريكية أمريكي، ولد في 22 ديسمبر 1957 في نيوبورت نيوز في الولايات المتحدة.

## وصلات خارجية
- جيري هولمز على موقع مرجع كرة القدم المحترفة.كوم (الإنجليزية)